# Aogōribucht
Die Aogōribucht (von japanisch 青氷湾 Aogōri-wan, deutsch ‚Blaueisbucht‘) ist eine kleine Bucht an der Prinz-Harald-Küste des ostantarktischen Königin-Maud-Lands. Sie liegt auf der Westseite der Hügelkette Langhovde und unmittelbar südlich des Mount Futago.
Kartiert wurde die Bucht anhand von Vermessungen und mittels Luftaufnahmen der Japanischen Antarktisexpedition (1957–1962). Die Benennung ist seit 1972 anerkannt.